# 宁波木蓝
宁波木蓝（学名：Indigofera decora var. cooperi）为豆科木蓝属下的一个变种。国内主要分布在浙江、江西和福建。生于山坡灌丛或溪边、路旁，海拔400-1500米。用途广泛，根可药用；嫩叶作饲料，全草作绿肥。

## 扩展阅读
- 維基物種上的相關：宁波木蓝